# 鴨川つばめ
鴨川 つばめ（かもがわ（かもかわ） つばめ、1957年 - ）は、日本の漫画家。福岡県大牟田市出身。男性。別ペンネームに東京ひよこがある。菜食主義者。

## 略歴
中学時代に読んだ酒井七馬の『漫画家入門』に衝撃を受け、高校中退後に漫画家バロン吉元のもとでアシスタントを務める。
1975年『週刊少年ジャンプ』（集英社）において、ヤングジャンプ賞受賞作品『ドラゴン危機一髪』でデビュー。その後数本の読み切り作品を執筆後、『月刊少年チャンピオン』（秋田書店）に移り『プルプルぷろぺら』を連載開始。
1977年、『プルプルぷろぺら』に変わって『ドラネコロック』を、また『週刊少年チャンピオン』に『マカロニほうれん荘』を連載開始。鴨川によれば編集長の壁村耐三が他の編集部員全員の反対を押し切り、独断で『マカロニほうれん荘』を連載させたという。この連載で鴨川は一躍人気漫画家となり、同時期に同誌で『がきデカ』を連載していた山上たつひことともに、この時期の日本ギャグ漫画界の頂点を極めるほどの活躍を見せる。なお、山上によれば当時から鴨川の存在を強く意識していたとのことで「当時私はギャグ界の王者でした。無敵のチャンピオンだった。しかし、鴨川つばめの絵を見た瞬間自信がぐらついた。私に勝ち目がないのはわかっていました。圧倒的な絵の技量、疾走感、画面からロックのリズムがほとばしり出るような鴨川つばめの漫画に、私は戦意すら喪失してしまったのです」と後年回想している。
だが、『マカロニほうれん荘』が人気を博す一方で、若手の原稿料は低く抑える、という当時の編集部の方針で経済的には困窮しており、冬は暖房もない部屋で漫画を描き続け、「手があかぎれで腫れあがり、ミッキーマウスの手のようだった」と後年回想している。またアシスタントを入れることを「手抜き」と拒んだ鴨川は強力な眠気覚まし用のアンプル（かつて大正製薬から販売されていたピロン内服液）を1日10本以上取って徹夜を連日繰り返し、一人で原稿を仕上げていたという。このような執筆状況にもかかわらず、原稿は描き損じやはみ出しの修正のほとんど無い、きれいな仕上がりを維持していた。のちに鴨川は「この作品と心中してもいい」という気持ちで『マカロニほうれん荘』を描いていたと回想している。
こうした中、やがて人気作ゆえに続きを描き続けていく事のプレッシャーと不眠不休の過労で体を壊したことから何度も連載終了を編集サイドに打診。しかし聞き入れてもらえず追い詰められた結果、わざと作品をサインペンで雑に描き入稿するなど、漫画執筆を放棄するかのような非常手段に出たため、編集部も渋々認め、1979年に連載は終了した。2019年に少年チャンピオンの元編集者たちによって行われた座談会では、「鴨川先生はカベさん（壁村）に潰されたようなもの」との指摘がなされている。
その後も同誌で『ミス愛子』『マカロニ2』を連載したが、1980年半ばに『週刊少年キング』（少年画報社）に移り、東京ひよこ（東京ひよこプロダクション）の名義で『プロスパイ』の連載を開始した。当初は東京ひよこが鴨川つばめであることには触れられていなかったが、連載終了時にその正体を明かす「おまけのページ」を掲載し、再び鴨川つばめとして漫画連載を行う旨が告知された。引き続き少年キングでは『ドラネコロック』の続編ともいえる『DタウンCロック』や『AAO（エイエイオー）』が連載され、特に『AAO』では『マカロニほうれん荘』のキャラクターを再び登場させるなどの試みも見られた。
鴨川自身はマスコミ嫌いで対人恐怖症だと言われているが、1992年に『SPA!』（扶桑社）8月12・19日合併号でインタビューに応じたほか、大泉実成が太田出版の『Quick Japan』誌において連載した『消えたマンガ家』シリーズ（のちに単行本にまとめられ、1996年に太田出版より刊行）で「過去について話すのは今日が最後」という条件でラスト・ロング・インタビューに応じ、同誌Vol.8でも『消えたマンガ家』の番外編として、小山田圭吾との対談が収録された。また時期を同じくして、3DO対応ゲームソフトとして「マカロニほうれん荘インタラクティブ」が1995年に発売されている。
しかしこれ以降、「過去のことは振り返りたくない」としてマスコミ取材には一切応じておらず、作品のアニメ化や映画化、単行本未掲載作品の出版化などの依頼も全て断っていた。しかし、2011年3月に発生した東日本大震災以降は心境の変化も見られ、2012年に『ブラック・ジャック創作秘話〜手塚治虫の仕事場から〜』の取材に応じ、担当編集者であった阿久津邦彦（後の『週刊少年チャンピオン』3代目編集長）について語っている（なお、この作品では、登場する他の人物が極めて写実的に描かれているのとは対照的に、鴨川だけ名前の「ツバメ」を擬人化したような姿で描かれており、実際の人相・風体が特定できないような状態になっている）。
新作漫画の執筆意欲は見せていたものの作品発表はなされていない。現在も目立った活動は見られず、過去の作品（主にマカロニほうれん荘）のキャラクターグッズの販売や電子書籍化などのニュースが見られるだけになっていたが、2018年に初の個展となる「マカロニほうれん荘展」が秋田書店主催のもと東京・中野ブロードウェイ、大阪・あべのand、福岡・北九州市漫画ミュージアムにて開催され、連載当時の原画約150～200点とイベント用に描き下ろされた近作イラストなどが展示された。この原画展を開いた背景には東日本大震災を契機とする鴨川の心境の変化があり、社会の中核を担う世代に成長した当時の読者たちに「大変な世の中だけど、少しでも元気になってほしい」という願いから原画展の企画が実現したのだという。
上記の原画展に併せて行われた取材では、「ギャグ漫画家の才能は、神様が一生の中で、たった一本だけくれた鰹節のようなもの」と語っている。

## 作品リスト
※《掲載雑誌》WJ：週刊少年ジャンプ（集英社）／WC：週刊少年チャンピオン（秋田書店）／MC：月刊少年チャンピオン（秋田書店）／WK：週刊少年キング（少年画報社）／MG：月刊ギャグダ（竹書房）／MA：月刊スーパーアクション（双葉社）／CBE：COMICベッピン（英知出版）／CBS：コミックバーガー（スコラ）
- オレンジ色の恋（同人誌LOT 1974年?） - "船津漫画集団（GAG漫画部 向誠二&鴨川つばめ）"名義
- ドラゴン危機一髪（WJ 1975年49号） - デビュー作
- 脂肪遊戯（脂肪ゲーム）（WJ増刊 1976年4月15日号）
- キャー番長（WJ 1976年30号）
- カンフー用心棒（WJ 1976年47号）
- ファイヤー（WJ増刊 1976年11月10日号）
- とんでけ初恋（WC増刊 1976年8月20日号）
- 今日から初恋（MC 1976年11月号）
- プルプルぷろぺら（MC 1976年12月号〜1977年5月号）
- 呪われた夜（WC増刊 1977年4月15日号）
- 激殺! 福岡拳（WC 1977年16号）
- マカロニほうれん荘（WC 1977年21号〜1979年42号、WC増刊 1978年2月1日号、同8月25日号、※WC 1978年40〜41号休載）
- ドラネコロック（MC 1977年6月号〜1980年5月号）
- ミス愛子（WC 1980年3号〜18号） - 15〜18号分単行本未収録
- マカロニ2（WC 1980年21号〜32号）
- プロスパイ（WK 1980年41号〜1981年15号） - "東京ひよこ"名義
- DタウンCロック（WK 1981年18号〜35号）
- AAO（エイ エイ オー）（WK 1981年47号〜1982年12号）
- ジ・オジン（MC 1982年3〜5月号） - 2話で執筆を断念、最終の3話目は別人の手によるもの
- SOAP WORLD（MG 1984年3月号）
- 僕の真屋（MG 1984年?月号）
- プライヴェート・バナナ & メイジャー・パンプキン（MA 1984年4月号 VOL.11）
- プライベートバナナ（MA 1984年6月号）
- ジャンクハウス（マガジンSPECIAL（講談社） 1984年10月5日号）
- ホット・マスタード（MA 1986年6月号）
- チュンチュンアレイ（WC 1988年7+8合併号〜20号） - 全13話
- なんやねんトマト組（CBE 1988年11月号?）
- ジャンプ ジェット ジェニー（CBE 1988年?号）
- 少年少女ポンチブック12月号 チビッコ探偵そうじ君（CBS 1989年24号）
- ヒコーキボーイ（CBS 1990年1号〜14号 ※13号休載）
- 少年少女ポンチブック 苦浪人一大寺変大（前・後）（WC 1993年20号・21+22合併号）
- 地獄のプリンス柔道王子（グランドチャンピオン（秋田書店） 1994年? ） - 連載
- 楽しい回し蹴り（まんがシャレダ（ぶんか社） 1994年11月号） - 4コマ
- ソラキチ・マツダのビリーゴート・ラッシュ（オリコン） - 詳細不明
- 塩味チーズ味（月刊コミックビンゴ（文藝春秋） 1997年11月号〜1998年4月号）

## 師匠
- バロン吉元